# Владо Камбовски
Владо Камбовски (на македонска литературна норма: Владо Камбовски) е юрист и политик от Социалистическа федеративна република Югославия и Северна Македония.

## Биография
Владо Камбовски e роден на 5 януари 1948 година в Битоля, Югославия (днес Северна Македония), където завършва основното и средното си образование. Дипломира се в Юридическия факултет на Скопския университет през 1969-1970 учебна година, след което става асистент в същия университет. Доцент (1980-1992) и професор от 1992 година по наказателно право в Скопския университет.
От 1986 до 1989 година е вицепремиер на СР Македония (подпредседател на Изпълнителния съвет на Събранието на СРМ) в правителството на Глигорие Гоговски. През 1989-1991 година е министър на правосъдието в последното правителство на Социалистическа федеративна република Югославия, начело с Анте Маркович. През 1998-1999 година е министър на правосъдието на Северна Македония, като представител на партията Демократическа алтернатива в кабинета на Любчо Георгиевски.
От 2006 година е редовен член на Македонската академия на науките и изкуствата, а от декември 2011 година до декември 2015 г. – неин председател.